# 雷焦安纳足球俱乐部
雷焦安納足球俱樂部（Associazione Calcio Reggiana 1919），是意大利雷焦艾米利亞的一个足球俱乐部，成立于1919年。主场位于三色旗球場。该队现参加意大利足球乙級聯賽。

## 荣誉
- 意大利足球乙级联赛
  - 冠军: 1次
- 意大利丙級足球聯賽
  - 冠军: 3次